# آتارو ناکامورا
آتارو ناکامورا (به انگلیسی: Ataru Nakamura) (زاده ۲۸ ژوئن ۱۹۸۵) خواننده و ترانه‌سرا ژاپنی است.
او یک زن ترنس است.